# Роберт де Бомон, 2-й граф Лестер

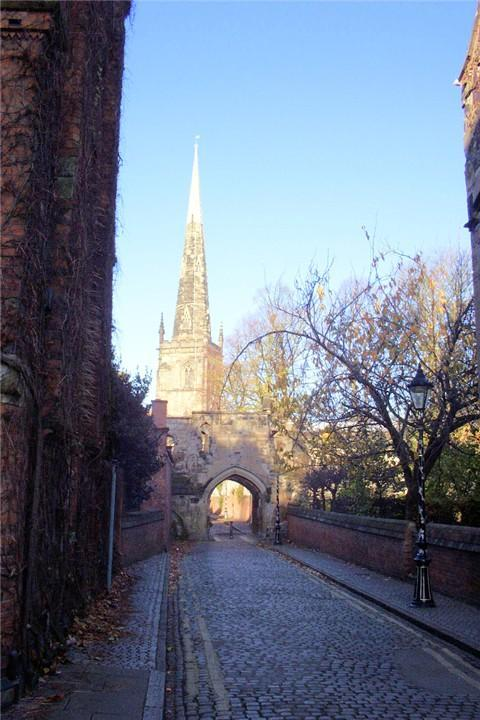
Церковь Св. Марии де Кастро в Лестере, заново основанной Робертом де Бомоном

Роберт де Бомон (англ. Robert de Beaumont; 1104—5 апреля 1168) — англонормандский аристократ из рода де Бомон, 2-й граф Лестер, участник гражданской войны в Англии 1135—1154 гг. на стороне короля Стефана Блуаского и юстициарий Англии в 1155—1168 гг. В средневековых источниках он известен как Роберт Ле-Боссю, что означает «Роберт Горбун».

## Биография

### Юность и образование
Роберт де Бомон был сыном Роберта де Бомона, графа де Мёлан и 1-го графа Лестер, крупного государственного деятеля и близкого соратника английского короля Генриха I, и Элизабет де Вермандуа, внучки французского короля Генриха I. У Роберта был брат-близнец Галеран. Вскоре после смерти своего отца в 1118 г. Роберт и Галеран были приняты под покровительство короля Англии. Обширные владения по обе стороны Ла-Манша, оставшиеся после смерти графа де Мёлана, до достижения братьями совершеннолетия находились под опекой группы англонормандских аристократов во главе с Вильгельмом де Варенном, графом Сурреем, вторым супругом Элизабет де Вермандуа.
Юные братья Роберт и Галеран получили отличное для того времени образование. Возможно, они обучались в школе Абингдонского аббатства, однако окончательно это не установлено. Известно, что уже в 1119 г. они сопровождали короля Генриха I в Нормандию на встречу с папой Каликстом II, где по просьбе короля провели философский диспут с кардиналами. Особой учёностью отличался Роберт, который, по всей видимости, был одним из наиболее образованных аристократов Англии. До настоящего времени дошёл трактат по астрономии, который содержит посвящение «графу Роберту Лестеру, человеку дела и глубоких знаний, наиболее искусному в вопросах права».

### Граф Лестер и сеньор де Бретёй
В 1120 году братья Бомон были объявлены совершеннолетними и вступили во владение землями своего отца. Галеран получил титул графа де Мёлан и владения Бомонов в Нормандии и Иль-де-Франсе, Роберту достались английские земли и титул графа Лестера. Согласно Книге Страшного суда в Англии отцу Роберта принадлежало более 91 манора, что делало его одним из богатейших людей страны. Более того, в 1121 году Генрих I, симпатизировавший молодому Роберту, передал ему обширные владения в Верхней Нормандии с центрами в Бретёе и Паси-сюр-Эр, конфискованные за два года до этого у бретонского дома де Бретёй, к которому принадлежала жена Роберта де Бомона. В 1120-е годы Роберт был занят наведением порядка в своих новых нормандских владениях: бароны Бретёя не сразу приняли нового сюзерена и неоднократно выступали против Роберта и короля Генриха I. Во время восстания в Нормандии 1123—1124 годы, поддержанного Галераном де Бомоном, Роберт остался верен королю и часто бывал при дворе Генриха I.
В то же время Роберт де Бомон активно занимался округлением своих английских владений. Он силой захватил некоторые земли епископа Линкольна и графа Честера в Лестершире, объединив под своей властью компактный блок земель от Лухборо до Мельтон-Моубрей и Маркет-Харборо. О величине владений графа Лестера и развитости системы их управления свидетельствует тот факт, что Роберт имел собственную палату шахматной доски, организованную по образцу королевской, которая занималась контролем за доходами с земель графа и урегулированием споров между вассалами и прочими держателями графской земли. В своих владениях Роберт де Бомон активно покровительствовал церкви. Он основал несколько монастырей, из которых самым крупным и влиятельным стал монастырь Св. Марии де Пре в Лестере, а также цистерцианское аббатство Гарендон.
После смерти короля Генриха I в 1135 году Роберт и Галеран де Бомоны поддержали кандидатуру Стефана Блуаского на английский престол и на Большом королевском совете на Пасху 1136 года принесли ему присягу верности. Затем Роберт вновь вернулся в Нормандию, где в течение двух последующих лет защищал свои владения от посягательств со стороны прочих нормандских феодалов и отражал попытки сторонников императрицы Матильды укрепиться в герцогстве. В процессе военных действий ему удалось захватить и присоединить к своему домену замок Понт-Сен-Пьер. В конце 1137 года Роберт вернулся в Англию, ко двору короля Стефана. Вместе со своим братом они входили в круг ближайших соратников короля и стали инициаторами смещения и ареста Роджера Сольсберийского, юстициара Англии, что имело катастрофические последствия для Стефана, поскольку лишило его поддержки английского духовенства.

### Участие в гражданской войне в Англии
В начавшейся в 1139 г. в Англии гражданской войне между сторонниками Стефана и императрицы Матильды Роберт поддержал короля. Владения графа Лестера в Дорсете и принадлежащий ему порт Уарем уже в 1139 г. были захвачены Робертом Глостерским, лидером партии Матильды. В то же время Стефан передал Роберту де Бомону город и замок Херефорд, контролируемые графом Глостером. В 1140 г. Роберт вновь отправился в Нормандию и некоторое время достаточно успешно защищал герцогство от войск императрицы Матильды и анжуйцев. Однако постепенно преимущество перешло на сторону последних. В 1142 г. анжуйцы захватили Фалез и проникли в Вексен, в начале 1144 г. пал Руан. Нормандские владения Роберта были конфискованы Жоффруа Плантагенетом, граф был вынужден отказаться от сопротивления и вернуться в Англию.
В последнем этапе гражданской войны в Англии Роберт де Бомон активного участия не принимал. Хотя он по-прежнему считался сторонником короля Стефана, они уже не были близки и Роберт редко появлялся при дворе. Граф Лестер сосредоточился на управлении собственными среднеанглийскими владениями и их защите от грабежей военных отрядов противоборствующих сторон. Наибольшую проблему представлял Ранульф де Жернон, граф Честер, который претендовал на доминирование в Средней Англии и стремился расширить свои владения в Лестершире и Линкольншире. Противостояние Роберта де Бомона и Ранульфа де Жернона продолжалось с переменным успехом до 1147 г. Роберту удалось закрепить за собой северный Лестершир и стратегически важный замок Маунтсоррель в Чешире. Граф Лестер стал одним из инициаторов создания системы частных договоров между среднеанглийскими феодалами о поддержании совместными силами мира в регионе. Этому способствовал отъезд императрицы Матильды в Нормандию и ослабление её партии в Англии. Договоры о мире, заключаемые между собой графами и баронами Средней Англии, являются яркими свидетельствами полного упадка королевской власти в регионе и стремления местных феодалов собственными силами обеспечить порядок и спокойствие в своих владениях. Особенно показателен в этом смысле договор между графами Лестера и Честера, заключённый между 1149 и 1153 г. Обширный документ содержит подробное описание принципов, которые будут определять отношения между этими двумя крупнейшими феодалами Средней Англии: каждый брал на себя обязательство не начинать войны без предварительного уведомления другой стороны за 15 дней, на пограничной территории запрещалось возведение замков и укреплений, а в случае нападения короля на одну из сторон договора, другая имела право оказать королю помощь не более, чем двадцатью рыцарями. Гарантами соблюдения условий договора выступали епископы Лестера и Честера.
К 1149 г. в Средней Англии удалось восстановить относительный порядок. В то же время Роберт взял на себя опеку над владениями своего брата в Вустершире и в 1151 г. воспрепятствовал королю Стефану захватить Вустер. Охлаждение отношений графа Лестера с королём привело его в лагерь императрицы Матильды. По всей видимости, с весны 1153 г. Роберт вёл переговоры с сыном Матильды Генрихом Плантагенетом, графом Анжуйским и герцогом Нормандии. В мае 1153 г. Генрих вернул Роберту его владения в Нормандии. В июне Генрих был принят в замке Лестер, а в последующей кампании против Стефана Роберт выступал уже на стороне Плантагенета. После заключения в ноябре 1153 г. Уоллингфордского мира между королём Стефаном и Генрихом Плантагенетом, Роберт де Бомон отправился в Нормандию, где вступил во владение возвращёнными ему землями и замками. Одним из условий соглашения Роберта с Генрихом стало признание за графом Лестером и его потомками почётной наследственной должности лорд-распорядителя (сенешаля) Англии и Нормандии.

### Главный юстициар Англии

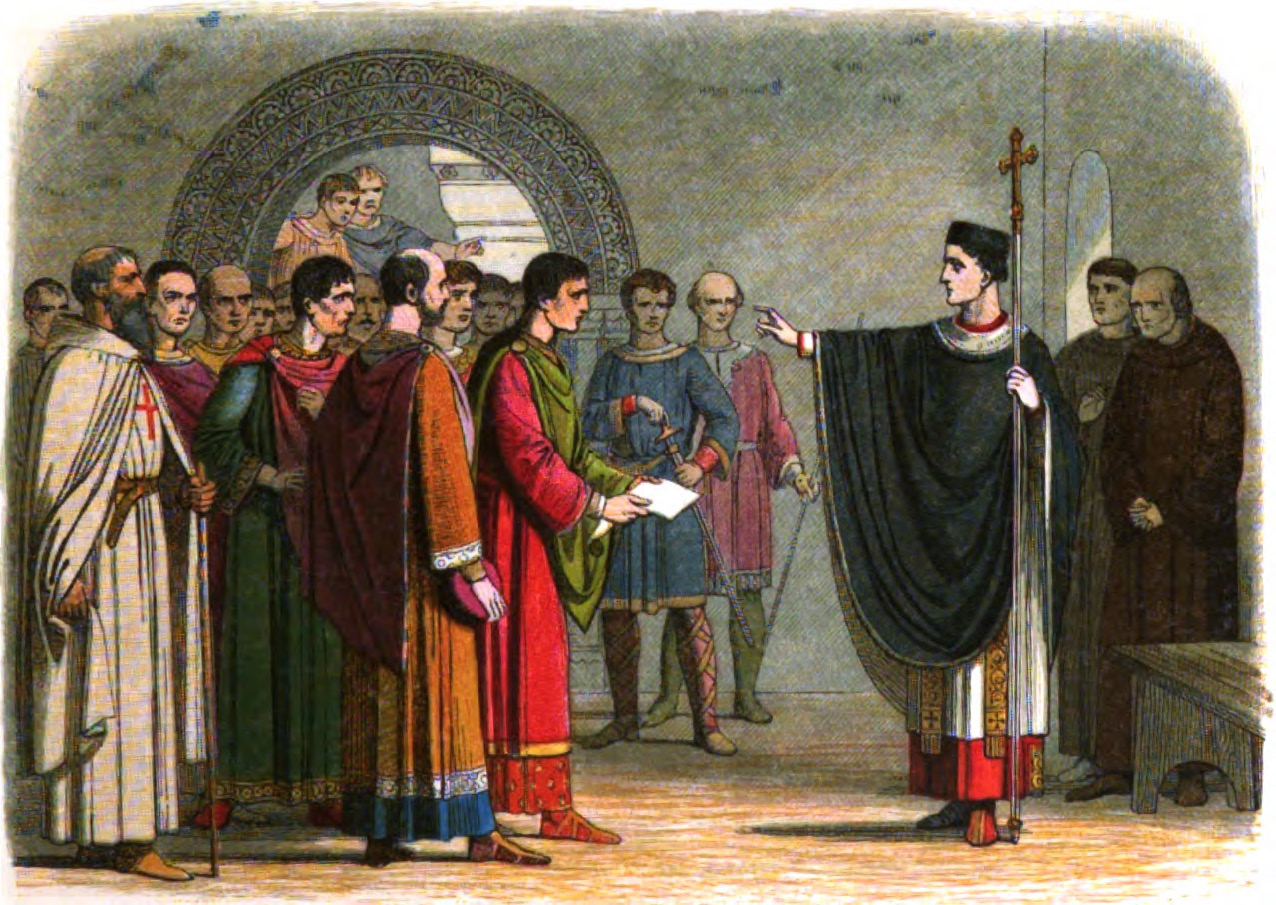
Джеймс Дойль. Томас Бекет запрещает Роберту де Бомону выносить ему приговор

После смерти Стефана Блуасского в 1154 г. на английский престол вступил Генрих Плантагенет. Вскоре после коронации Генрих назначил Роберта де Бомона на пост главного юстициара Англии — второй, после короля, пост в судебно-административной системе страны. В компетенцию юстициара входил надзор и контроль за соблюдением законности в судах и местных органах управления и осуществление правосудия по важнейшим государственным делам, а также замещение короля в Англии во время его поездок на континент. Роберт де Бомон занимал этот пост непрерывно в течение почти четырнадцати лет до своей смерти и завоевал значительный авторитет. В процессе осуществления функций юстициара граф Лестер внёс значительный вклад в разработку Кларендонских конституций и в формирование разветвлённого административного аппарата Анжуйской монархии.
Роберт де Бомон скончался 5 апреля 1168 г., вероятно в замке Бракли, в Ноттингемшире. Перед своей смертью он принял монашеский сан и был погребён к северу от главного алтаря основанного им Лестерского аббатства.

## Брак и дети
Роберт де Бомон был женат (после 1120) на Амиции де Монфор (умерла примерно в 1168), дочери Рауля II, сеньора де Монфор и де Бретёй, младшего сына Ральфа II, графа Восточной Англии. Их дети:
- Хависа де Бомон (умерла 24 апреля 1197), замужем (1150) за Уильямом Фиц-Робертом, 2-м графом Глостер;
- Роберт де Бомон (умер в 1190), 3-й граф Лестер, женат на Пернелле, дочери Гуго де Гранмесниля;
- Изабелла де Бомон (умерла после 1188), замужем первым браком (около 1138) за Симоном де Санлисом, 2-м графом Нортгемптон, вторым браком за Жерве де Дадли (умер в 1194);
- Маргарита де Бомон (1125 — около 1185), замужем за Раулем IV де Тосни.